# Municipio de Marion (condado de Cole)
El municipio de Marion (en inglés: Marion Township) es un municipio ubicado en el condado de Cole en el estado estadounidense de Misuri. En el año 2010 tenía una población de 3823 habitantes y una densidad poblacional de 24,37 personas por km².

## Geografía
El municipio de Marion se encuentra ubicado en las coordenadas 38°38′1″N 92°22′17″O / 38.63361, -92.37139. Según la Oficina del Censo de los Estados Unidos, el municipio tiene una superficie total de 156.89 km², de la cual 154,08 km² corresponden a tierra firme y (1,79 %) 2,81 km² es agua.

## Demografía
Según el censo de 2010, había 3823 personas residiendo en el municipio de Marion. La densidad de población era de 24,37 hab./km². De los 3823 habitantes, el municipio de Marion estaba compuesto por el 95,81 % blancos, el 1,33 % eran afroamericanos, el 0,31 % eran amerindios, el 0,65 % eran asiáticos, el 0,5 % eran de otras razas y el 1,39 % eran de una mezcla de razas. Del total de la población el 1,31 % eran hispanos o latinos de cualquier raza.